# Festival des 3 Continents 2013
Le Festival des 3 Continents 2013, 35e édition du festival, s'est déroulé du 19 novembre 2013 au 26 novembre 2013.

## Déroulement et faits marquants
Koji Fukada remporte la Montgolfière d'or pour Au revoir l'été.

## Jury
- Chris Fujiwara (critique, directeur artistique du Festival d'Édimbourg)
- Tom Davia (producteur, distributeur)
- Éliane de Latour (réalisatrice française)
- Mania Akbari (réalisatrice iranienne)
- Philippe Chevassu (secrétaire général du Centre de l’Audiovisuel à Bruxelles)

## Sélection

### En compétition[2]
| Titre                              | Réalisation                | Pays                          |
| ---------------------------------- | -------------------------- | ----------------------------- |
| Poor Folk                          | Midi Z                     | Birmanie - Taïwan - Thaïlande |
| Sopro                              | Marcos Pimentel            | Brésil                        |
| Sunhi (우리 선희)                  | Hong Sang-soo              | Corée du Sud                  |
| À la folie                         | Wang Bing                  | Chine                         |
| El Mudo                            | Diego Vega et Daniel Vega  | Pérou                         |
| Bending the Rules                  | Behnam Behzadi             | Iran                          |
| Au revoir l'été (Hotori no sakuko) | Koji Fukada                | Japon                         |
| 36                                 | Nawapol Thamrongrattanarit | Thaïlande                     |
| Je ne suis pas lui (Ben O Değilim) | Tayfun Pirselimoğlu        | Turquie                       |

### Ouverture
- The Lunchbox de Ritesh Batra

### Clôture
- Charulata de Satyajit Ray

### Autres programmations[3]
- Les cinémas chinois et leurs histoires de 1930 à 1950.
- Le cinéma d'Afrique du Sud
- 100 ans de cinéma indien
- Le cinéma brésilien contemporain

## Palmarès[3],[1]
- Montgolfière d'or : Au revoir l'été de Koji Fukada
- Montgolfière d'argent : À la folie de Wang Bing
- Mention spéciale : Je ne suis pas lui  de Tayfun Pirselimoğlu
- Prix du Jury Jeune : Au revoir l'été de Koji Fukada
- Prix du public : Bending the Rules de Behnam Behzadi